# إريك فلشيك
إريك فلسيك ( (بالمجرية: Vlcsek Erik)‏؛ من مواليد 29 ديسمبر 1981) هو متسابق قوارب الكانوي من سلوفاكيا، شارك منذ أواخر التسعينيات. وعضو في الجالية المجرية ‏ في سلوفاكيا.

## المسيرة الرياضية
تنافس في خمس دورات أولمبية صيفية، وفاز بثلاث ميداليات في حدث كي-4 1000 م بميدالية فضية في 2008 و2016 وبرونزية في عام 2004.
فاز Vlček أيضًا بخمسة عشر ميدالية في بطولة العالم لسباق قوارب الكاياك ‏ بعشر ميداليات ذهبية (كي-4500 م: 2002، 2003، 2006، 2007 ؛ كي-4 1000 م: 2002، 2003، 2015 ؛ كي-2 1000 م: 2011، 2014 وكي-2500 م: 2014)، فضيتان (كي-4200 م: 2009، كي-4 1000 م: 2005 )، وثلاث برونزيات (كي-4500 م: 2001، كي-4 1000 م: 2007، 2009).
حصل على منحة دراسية في برنامج التضامن الأولمبي منذ أغسطس 2002. Vlček هو عضو في نادي ŠKP في براتيسلافا. طوله 189 سم (6'2 بوصة) ووزنه 89 كجم (196 رطل).
في 2021، فاز بالميدالية البرونزية في الألعاب الأولمبية الصيفية 2020 مع فريق  سلوفاكيا المكون من صموئيل بالاي ودينيس ميشاك وإريك فلشيك وآدم بوتيك في سباق كي-4 500 متر بزمن قدره 1:23.534

## روابط خارجية
- إريك فلشيك على موقع الاتحاد الدولي للكانو (الإنجليزية)
- إريك فلشيك على موقع اللجنة الأولمبية الدولية (الإنجليزية)
- إريك فلشيك على موقع أوليمبيديا (الإنجليزية)
- إريك فلشيك على موقع اللجنة الأولمبية السلوفاكية (السلوفاكية)